# 100 př. n. l.

## Události

### Řím
- Konzulové: Lucius Valerius Flaccus, Gaius Marius (Mariův šestý konzulát)
- Manius Aquilius slaví triumf za vítězství v 2. válce s otroky na Sicílii.
- Lucius Appuleius Saturninus, tribun lidu, porušuje zákon, aby mohl dát půdu válečným veteránům. Zákon požaduje, aby všichni senátoři přísahali, že se jím budou řídit. Quintus Caecilus Metellus Numidicus odmítá a je poslán do vyhnanství. Odchází na Rhodos studovat filosofii.
- Prosinec: Saturninus se chce stát příští rok konzulem. Jeho rival, Gaius Memmius, je nalezen zavražděn Saturninovými agenty. Senát ho prohlásí nepřítelem státu a Marius ho porazí v boji na Foru. Obloženému Saturninovi a jeho spojencům je slíbeno ušetření života, pokud se vzdají. Namísto toho jsou ukamenováni.

### Anatolie
- Tigranes II Veliký je dosazen Parthy na Arménský trůn výměnou za odstoupení „sedmdesáti údolí“. (přibližné datum)

## Narození
- Gaius Iulius Caesar, římský politik, vojevůdce a diktátor († 15. března 44 př. n. l.)
- asi Cornelius Nepos, římský spisovatel († 24 př. n. l.)

## Úmrtí
- ? – Kchung An-kuo, čínský filozof a státník (* 156 př. n. l.)

## Hlavy států
- Parthská říše – Mithradatés II. (124/123 – 88/87 př. n. l.)
- Egypt – Ptolemaios X. Alexandros (110 – 109, 107 – 88 př. n. l.)
- Čína – Wu-ti (dynastie Západní Chan)